# Mats Källblad
Mats Källblad (né le 4 janvier 1969 à Osby) est un auteur de bande dessinée suédois. Ses histoires humoristiques sont souvent inspirées de son enfance en Scanie. Il signe parfois Mats Kjellblad.

## Distinction
- 1996 : Prix Urhunden du meilleur album suédois pour Garagedrömmar
- 1998 : Prix Adamson du meilleur auteur suédois pour l'ensemble de son œuvre
- 2002 : Prix Unghunden pour sa contribution à la bande dessinée jeunesse en Suède